# Veneridae
Los venéridos (Veneridae), cuyo nombre común es almejas de Venus, son una amplia familia de grandes y pequeños moluscos marinos bivalvos  de agua salada. Existen más de 500 especies vivas de bivalvos veneridae, la mayoría de las cuales son comestibles y explotadas como fuente de alimento.
Muchas de las especies comestibles más importantes son conocidas comúnmente como almejas en los Estados Unidos. Los venéridos constituyen una proporción significativa de la pesca mundial de bivalvos comestibles. La familia incluye algunas especies que son importantes comercialmente, tales como la almeja dura (Mercenaria mercenaria) en los Estados Unidos.

## Clasificación
La clasificación de la familia Veneridae ha sido motivo de controversia, al menos desde 1930. La clasificación más utilizada es la de Keen (1969), que reconoce 12 subfamilias, que se enumeran a continuación. Algunas especies comunes se han movido entre géneros (incluyendo géneros en diferentes subfamilias) a causa de repetidos intentos de llevar una organización más válida para la clasificación o taxonomía de la familia, por lo tanto, con frecuencia se encuentran cambios en el nombre genérico de las especies.

## Descripción
La forma de la concha tiende a ser principalmente concéntrica, pero la ornamentación es radial y divergente (véase Gafrarium), y rara vez algunas tienen espinas (por ejemplo, Pitar lupanaria). Una pequeña subfamilia, Samarangiinae, se genera a partir de una almeja única y rara, que se encuentra en los arrecifes de coral con una cubierta exterior de arena cementada o barro que texturalmente camufla al tiempo que mejora el grosor de la cáscara. Muchas almejas tienen formas que se adaptan a su medio ambiente. Las especies Tivela, por ejemplo, tienen el contorno triangular de las almejas blancas o cornichas de otras familias de bivalvos, y se las localiza a menudo en zonas de surf. Algunas especies Dosinia tienen la forma similar a un disco y muy parecida a la de los bivalvos Lucinid, ambos tipos de bivalvos circulares tienden a enterrarse en el sedimento de manera profunda. Se espera una reclasificación hasta que los resultados de las investigaciones actuales en sistemática molecular del grupo aparezcan publicados.
Los venéridos tienen una concha sólida u ovalada con los umbones (proyecciones) volteados internamente hacia el extremo frontal. Hay tres o cuatro dientes cardinales en cada válvula. Los sifones son cortos y unidos, excepto en la punta, y no son muy largos.

## Subfamilias de acuerdo con Keen (1969)
- Chioninae
- Circinae
- Clementinae
- Cyclinae
- Dosiniinae
- Gemminae
- Meretricinae
- Pitarinae
- Samaranginae
- Sunettinae
- Tapetinae
- Venerinae

## Lista de géneros
(Lista incompleta)
- Agriopoma
- Amiantis
- Anomalocardia
- Austrovenus
- Bassina
- Callista
- Chamelea
- Chione
- Chionopsis
- Chionista
- Circomphalus
- Clausinella
- Compsomyax
- Cyclinella
- Dosina
- Dosinia
- Gafrarium
- Gemma
- Globivenus
- Gouldia
- Humilaria
- Irus
- Irusella
- Lioconcha
- Liocyma
- Lirophora
- Macrocallista
- Marcia
- Mercenaria
- Meretrix
- Notirus
- Notocallista
- Nutricola
- Paphia
- Parastarte
- Periglypta
- Pitar
- Protothaca
- Psephidia
- Ruditapes
- Saxidomus
- Sunetta
- Tapes
- Tawera
- Timoclea
- Tivela
- Transennella
- Venerupis
- Ventricolaria
- Venus